# Herinneringsmedaille aan de 75e Verjaardag van Prins Henrik
De Herinneringsmedaille aan de 75e Verjaardag van Prins Henrik (Deens: Erindringsmedaillen i anledning af Hans Kongelige Højhed Prinsgemalens 75 års fødselsdag) is een Deense onderscheiding. De herdenkingsmedaille werd in 11 juni 2009 op de dag van het feest van Prins Henrik aan de koninklijke familie, de gasten en de hofhouding toegekend. Volgens de ceremoniemeester werden er "ongeveer 200 medailles" uitgereikt, De dragers mogen de letters Em.11.juni.2009 achter hun naam plaatsen.
De ronde zilveren medaille is de standaarduitgave met de kop van Koningin Margaretha van Denemarken en het omschrift MARGARETHA II REGINA DANIÆ. Op de keerzijde staat een monogram met vier kronen en de data van de geboorte en zeventigste verjaardag van de Prins-Gemaal.
Men draagt de medaille aan een tot een vijfhoek gevouwen lint op de linkerborst of aan een strik op de linkerschouder. Op het lint is een zilveren gekroonde letter H gespeld. Op de baton prijkt wel een H, maar daar wordt de kroon weggelaten.
Medailles van Verdienste ·
Medaille voor Langdurige Dienst ·
Medaille "Ingenio et Arti" ·
Medaille voor Nobele Daden ·
Ereteken van het Deense Rode Kruis ·
Medaille van Verdienste voor de Groenlandse Onafhankelijkheid ·
Herinneringsmedaille aan de 70e Verjaardag van Hare Majesteit Koningin Margrethe
Herinneringsmedaille aan de 75e Verjaardag van Prins Henrik

Zie ook: Historische Orden van Denemarken · Onderscheidingen in Denemarken